# Mitsubishi Chemical Holdings
Mitsubishi Chemical Group Corporation — японская химическая корпорация, входящая в состав группы Mitsubishi. Штаб-квартира расположена в Токио. В списке крупнейших компаний мира Forbes Global 2000 в 2022 году заняла 664-е место.

## История
Группа Мицубиси возникла в конце XIX века, приобретая компании в различных отраслях, включая химическую. В 1936 году на основе химических предприятий группы была создана компания Nippon Chemical Industries. В 1950 году группа Мицубиси была раздроблена, Nippon Chemical стала самостоятельной компанией, от неё были отделены производство стекла (Asahi Glass) и вискозы (Shinko Rayon). С началом войны в Корее ограничения на создание крупных промышленных групп были негласно сняты, и в 1952 году Nippon Chemical сменила название на Mitsubishi Chemical Industries, начав восстанавливать связи с другими компаниями группы. Mitsubishi Chemical начала быстро расти, как за счёт поглощений, так и за счёт открытия новых предприятий; основными видами продукции компании в 1950-е году были кокс, коксовый газ, дёготь и удобрения. В 1963 году компанией был построен крупнейший в Японии алюминиевый завод. В 1970 году было создано фармацевтическое подразделение, а в следующем году — научно-исследовательская лаборатория.
Нефтяной кризис 1973 года сильно ухудшил положение Mitsubishi Chemical, было проведено сокращение персонала и продано алюминиевое подразделение (позже ставшее Mitsubishi Aluminum), был сделан больший акцент на продукцию с высокой добавленной стоимостью — фармацевтику и высокотехнологичные материалы. В 1985 году были созданы два совместных предприятия с американскими компаниями: с Verbatim по производству дискет и с SAE Magnetics по производству жёстких дисков; в 1990 году Verbatim была поглощена. В начале 1990-х годов в США была создана дочерняя компания Kasei Virginia Corporation.
В октябре 1994 года произошло слияние двух компаний группы Мицубиси, химической и нефтехимической; образовавшаяся в результате Mitsubishi Chemical Corporation стала крупнейшим в Японии производителем химической продукции с годовой выручкой более 1 трлн иен. В 1999 году была проведена реорганизация корпорации, включавшая продажу подразделения удобрений и освоение производства новых групп товаров, таких как ЖК-дисплеи и подсластители.
В 2005 году Mitsubishi Chemical Corporation объединилась с Mitsubishi Tanabe Pharma, создав Mitsubishi Chemical Holdings Corporation.
В 2019 году дочерняя компания Verbatim была продана тайваньской компании CMC Magnetics.

## Деятельность
Основные подразделения по состоянию на март 2022 года:
- Эксплуатационные материалы — полимерные плёнки, акриловые покрытия; выручка 1,189 трлн иен.
- Химикаты — кокс, полиэтилен, терефталевая кислота, метилметакрилат; выручка 1,332 трлн иен.
- Промышленные газы — выручка 957 млрд иен.
- Фармацевтика — лекарства, применяемые при заболеваниях центральной нервной системы, имунно-воспалительных заболеваниях, вакцины; выручка 404 млрд иен.

Выручка группы за 2021/22 финансовый год составила 3,98 трлн иен, из них 2,53 трлн иен пришлось на Японию, 1,45 трлн иен — на другие страны.